# 美謝
美謝（Visha, びしゃ、1964年（昭和39年） - ）は日本のロックミュージシャン、ギタリスト。
東京都生まれ。男性、血液型はB型。

## 経歴
16歳後半頃からギターをはじめる。1999年〜2004年まで - 岩口タカ率いるロックバンド、赤と黒に在籍。
2002年 - 赤と黒在籍中に、イジワルケイオールスターズに参加。コンピレーションアルバム「赤イジワルケイ」に収録。
2004年〜2005年まで - 再結成した日本のバンド、SAMURAIに在籍。
2006年〜2008年まで - 橘アユミ＆瑠璃色天使で活動。
2009年以降 - 花魁ロマネスクで活動中。
元COOLS（クールス）のボーカリスト、水口晴幸のバンド「Japanese Academic Punks with Tokyo Big Beat Junky」のギタリストとしても活動中。